# Eichsfelds voetbalkampioenschap 1928/29
In 1928/29 werd het tweede Eichsfelds voetbalkampioenschap gespeeld, dat georganiseerd werd door de Midden-Duitse voetbalbond. VfL 08 Duderstadt werd kampioen en plaatste zich voor de Midden-Duitse eindronde. De club verloor met 11:3 van FC Preußen 1909 Langensalza.

## Gauliga
| Plaats | Club                    | Wed. | W  | G | V  | Saldo | Ptn.  |
| ------ | ----------------------- | ---- | -- | - | -- | ----- | ----- |
| 1.     | VfL 08 Duderstadt       | 14   | 11 | 2 | 1  | 64:14 | 24:4  |
| 2.     | FC 1911 Heiligenstadt   | 14   | 8  | 4 | 2  | 35:20 | 20:8  |
| 3.     | VfR Dingelstädt         | 14   | 6  | 3 | 5  | 42:38 | 15:13 |
| 4.     | FV Wacker Heiligenstadt | 14   | 6  | 1 | 7  | 24:37 | 13:15 |
| 5.     | FC Brochthausen         | 14   | 5  | 2 | 7  | 39:24 | 12:16 |
| 6.     | SC 1912 Leinefelde      | 14   | 6  | 0 | 8  | 23:41 | 12:16 |
| 7.     | SV Viktoria Kirchworbis | 14   | 3  | 3 | 8  | 29:47 | 9:19  |
| 8.     | VfB Worbis              | 14   | 3  | 1 | 10 | 21:56 | 7:21  |

|  | Kampioen, geplaatst voor Midden-Duitse eindronde |